# Николайшвили, Гюзелла Геннадьевна
Гюзелла Геннадьевна Николайшвили (род. 30 мая 1961, Свердловск, СССР) – российский специалист в области социальной рекламы, преподаватель. Кандидат политических наук, доцент Высшей школы экономики, участник рабочей группы комиссии по рекламе Общественной палаты РФ (2008 – 2012), эксперт комиссии по развитию благотворительности и совершенствованию законодательства о НКО. Президент международного фестиваля социальной рекламы «ЛАЙМ». Основатель АНО «Лаборатория социальной рекламы». 

## Биография
Гюзелла Николайшвили родилась в Свердловске в 1961 году. В 1984 году окончила Уральскую государственную консерваторию по специальности музыковед-преподаватель. После учёбы работала в Свердловском комитете по телевидению и радиовещанию. С 1989 по 2002 годы являлась музыкальным редактором и начальником отдела рекламы Свердловской киностудии. Также была руководителем автономной некоммерческой организации «Центр социально-политических проектов в области культуры, искусства и образования «XXI век». В течение двух лет преподавала в Уральском государственном университете. Участвовала в избирательных кампаниях муниципального и регионального уровней.
С 2002 года – преподаватель Высшей школы экономики, доцент Департамента интегрированных коммуникаций.
Основала в 2002 году автономную некоммерческую организацию «Лаборатория социальной рекламы». В это же время руководила пресс-службой двух государственных автопробегов журнала «За рулём».
В 2003 году основала информационно-аналитический интернет-портал, посвящённый социальной рекламе.
С 2008 году участвует в Координационном совете Коалиции некоммерческих организаций по содействию развитию социальной рекламы в России.
Является руководителем международного проекта «Повышение эффективности социальной рекламы в России», организатором фестиваля «ЛАЙМ».
Автор нескольких учебников по социальной рекламе. Также опубликовала около 60 материалов и стаей в различных российских и зарубежных СМИ. Проводит тренинги и семинары по социальной рекламе.

## Деятельность

### Лаборатория социальной рекламы
Гюзелла Николайшвили основала в 2002 году автономную некоммерческую организацию «Лаборатория социальной рекламы». Она занимается производством и  информационной поддержкой рекламной продукции и  мероприятий на социальные темы. Также проводит образовательные программы. По словам основателей, задача организации – содействовать решению актуальных проблем общества через выстраивание эффективных коммуникаций между всеми участниками рынка социальной рекламы и социального пиар в России.
В 2015 году при поддержке организации в Кыргызстане прошла первая в стране кампания социальной рекламы, направленная на защиту прав женщин.
Согласно Каталогу социальных предприятий, относится к некоммерческим организациям социальной направленности.

### Фестиваль социальной рекламы «ЛАЙМ»
Фестиваль социальной рекламы «ЛАЙМ» проводится в Москве с 2010 года. Участие в фестивале свободное. Оценивают присланные работы российские и иностранные эксперты. За пять лет на фестивале рассмотрели сотни социальных рекламных роликов из России, Армении, Республики Беларусь, Испании, Бразилии, США.
В 2015 году на фестиваль поступило около 700 работ на темы экологии, защиты животных, профилактики наркомании, интернет-зависимости и алкоголизма.
На фестивале существует несколько номинаций. Отдельный приз организаторы вручают авторам социальной рекламы, которым ещё не исполнилось 18 лет.

## Конфликты
В 2010 году Николайшвили раскритиковала Красноярскую краевую администрацию за создание социальных роликов о вреде наркомании. По её мнению, работа красноярских властей может вызвать у детей положительные ассоциации с употреблением алкоголя и наркотиков, и лишь немногие дети сделают противоположные выводы. Она очень удивилась, что работу заказали чиновники, и отметила, что финансирование полуцензурного слогана лежит за пределами добра и зла.